# Lars Olsson (Skirennläufer)
Lars Olsson (* 16. November 1944 in Stora Tuna, heute Teil von Borlänge, Dalarnas län) ist ein ehemaliger schwedischer Skirennfahrer sowie Weltmeisterschafts- und Olympiateilnehmer.

## Karriere
Olsson startete bei den Olympischen Spielen 1964 und 1968, konnte jedoch kein Rennen beenden. Seine einzige Weltcupplatzierung war der zehnte Platz im Slalom von Madonna di Campiglio vom 5. Februar 1967, als er 2,48 Sekunden Rückstand auf Guy Périllat hatte. 36 Hundertstelsekunden vor ihm lag der Italiener Carlo Senoner.

## Erfolge

### Olympische Spiele
- Innsbruck 1964: DNF in der Abfahrt, DNS im Riesenslalom, DNQ2 im Slalom
- Grenoble 1968: DNF im Slalom

### Weltmeisterschaften
- Innsbruck 1964: DNF in der Abfahrt, DNS im Riesenslalom, DNQ2 im Slalom
- Grenoble 1968: DNF im Slalom

### Weltcupwertungen
- Eine Platzierung unter den besten zehn

| Saison | Gesamt | Gesamt | Abfahrt | Abfahrt | Riesenslalom | Riesenslalom | Slalom | Slalom |
| Saison | Platz  | Punkte | Platz   | Punkte  | Platz        | Punkte       | Platz  | Punkte |
| ------ | ------ | ------ | ------- | ------- | ------------ | ------------ | ------ | ------ |
| 1967   | 44.    | 1      |         |         |              |              | 30.    | 1      |

### Nationale Meisterschaften
- 1966: 1. im Slalom